# Compton Spectrometer and Imager
Le Compton Spectrometer and Imager, également désigné par son acronyme COSI, est un télescope spatial conçu pour observer le rayonnement gamma mou (0,2 à 5 MeV). Il est développé par l'Université de Berkeley (instrumentation) pour le compte de l'agence spatiale américaine, la NASA. COSI a été sélectionnée en 2021 en tant que mission SMEX du programme Explorer : SMEX rassemble des missions scientifiques à faible coût. Le télescope doit être lancé en 2027 par une fusée Falcon 9. COSI sera placé sur une orbite terrestre basse d'où il effectuera des observations des sources du ciel entier.
Le télescope utilise des détecteurs en germanium exploitant la diffusion Compton pour réaliser des images, collecter des spectres et déterminer la polarité des émissions des sources gamma de notre galaxie. Le champ de vue instantané couvre 25% du ciel. Les objectifs scientifiques comprennent l'étude de l'annihilation matière-antimatière, la cartographie des régions où s'effectue la nucléosynthèse, l'étude des processus des environnements extrêmes grâce à des mesures de polarisation ainsi que la détection et la localisation des sources multi-messagers.

## Contexte
L'étude du rayonnement gamma mou (autour de 1 MeV) émis par les sources astronomiques est relativement peu avancée du fait de difficultés d'observation liées à un bruit de fond particulièrement élevé dans ces longueurs d'onde. Or cette partie du spectre électromagnétique est riche en informations scientifiques car elle comprend les lignes d'émission d'éléments radioactifs, de l'annihilation matière-antimatière (0,511 MeV) ainsi que certains rayonnements en provenance de trous noirs actifs. Par ailleurs, cette partie du spectre électromagnétique joue un rôle clé en astronomie multimessager.

## Objectifs de la mission COSI
La mission COSI doit recenser et caractériser les sources galactiques (de notre galaxie) de rayonnement gamma doux (0,2 à 5 MeV) avec les objectifs suivants, :
- étudier les émissions produites par l'annihilation matière-antimatière pour déterminer l'origine des positons.
- cartographier les émissions des éléments radioactifs pour déterminer les régions de la galaxie où s'effectue la nucléosynthèse.
- obtenir des informations sur les environnements extrêmes en effectuant des mesures de polarisation
- détecter et localiser les sources multi-messagers.

## Historique du projet

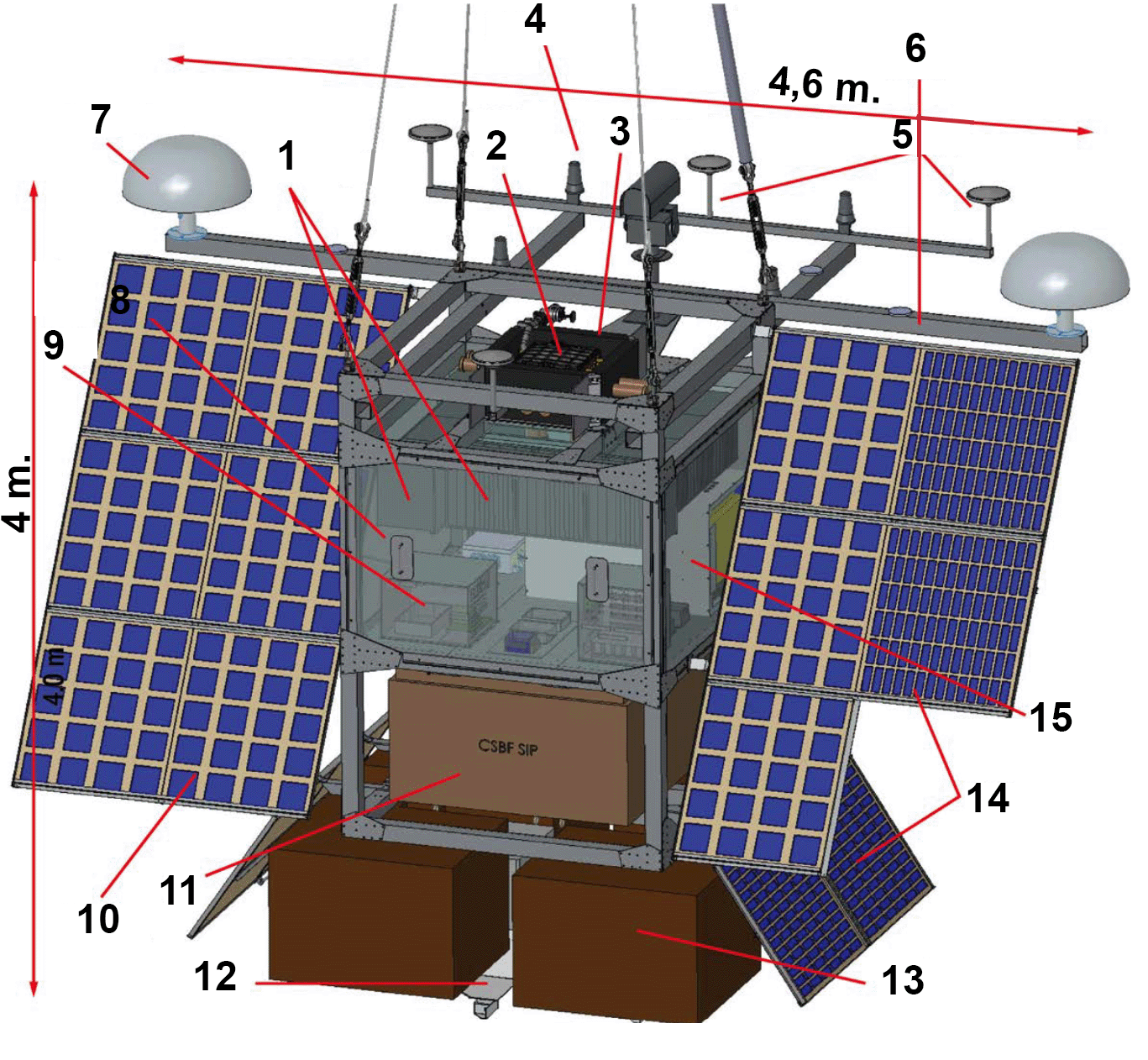
Schéma de la gondole équipée avec la première version de COSI testé avec un ballon stratosphérique en 2014. ː 1 Electronique COSI - 2 Détecteurs en germanium de COSI (12) - 3 Bouclier COSI (CSI) - 4 Antenne iridium - 5 Antennes GPS différentiel (4) - 6 Antenne de la gondole - 7 Antenne pilote Iridium - 9 Système de régulation thermique de l'électronique - 10 Panneaux solaires alimentant COSI - 11 SIP - 12 Évacuateur de ballast - 13 Amortisseur atterrissage - 14 Panneaux solaires alimentant la gondole - 15 Batteries.

Au cours de la décennie 2000, l'Université de Berkeley (Californie) développe un télescope gamma destiné à mesurer la polarisation du rayonnement gamma qui doit être embarqué sur un ballon stratosphérique. Pour ces observations, le télescope, qui est baptisé Compton Spectrometer and Imager (COSI) et observe le rayonnement gamma mou (0,2 à 5 MeV), utilise des détecteurs en germanium et exploite la diffusion Compton. L'instrument est testé à plusieurs reprises à bord d'un ballon stratosphérique à grande capacité (532 000 m³) de la NASA utilisant une nouvelle technique (ballon haute pression). En juillet 2016, un ballon emportant COSI achève avec succès un vol d'une durée de 47 jours au cours duquel l'instrument observe le rayonnement gamma de supernovae et d'autres sources et détecte au moins un sursaut gamma.

En 2019, la NASA lance la sélection de la prochaine mission de son programme Explorer dédié aux missions scientifiques à faible coût. L'équipe de l'Université de Berkeley, dirigée par John Tomsick, décide de proposer une mission spatiale emportant son instrument COSI. L'agence spatiale américaine sélectionne en octobre 2021 COSI parmi 18 propositions de télescopes spatiaux soumises par différents instituts de recherche et universités. Le budget alloué à la mission est de 145 millions US$ (hors coût de lancement) et sa mise en orbite est prévue à l'époque en 2025. Le projet est supervisé par le centre de vol spatial Goddard (établissement de la NASA).
La NASA sélectionne début juillet 2024 le lanceur Falcon 9 développé par SpaceX pour la mise en orbite de COSI. Le lancement, qui est facturé 69 millions US$, doit avoir lieu en août 2027 depuis la base de lancement de Cape Canaveral.

## Caractéristiques techniques
Le télescope spatial COSI utilise une plateforme stabilisée 3 axes et alimentée en énergie par des panneaux solaires déployés en orbite. Cette plateforme de type LEOStar-2 est fournie par Northrop Grumman qui a également en charge l'intégration du satellite et les tests. COSI a une masse totale au lancement inférieure à 400 kilogrammes,.

### Caractéristiques du télescope

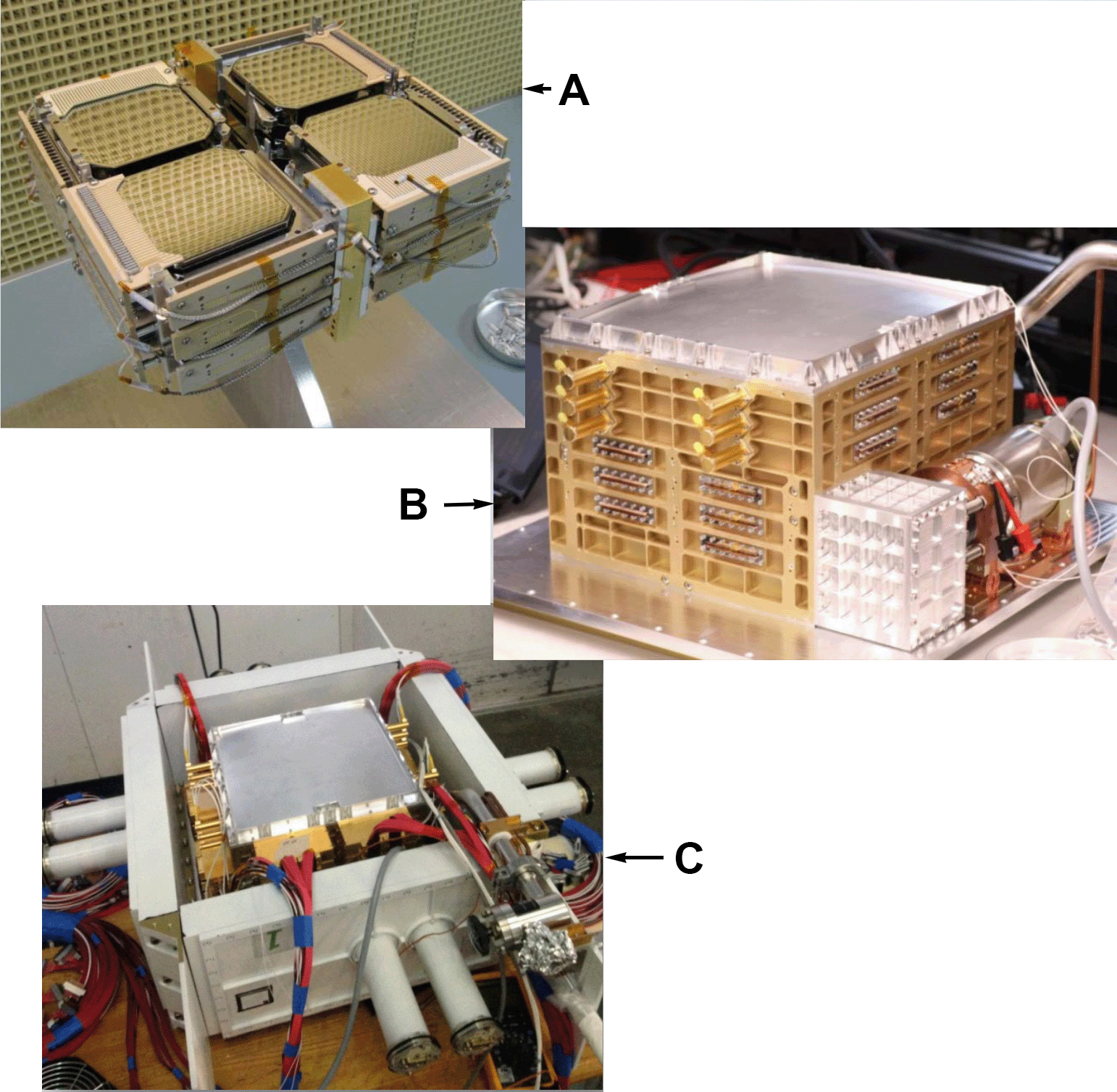
Les trois composants du télescope COSI dans sa version testée sous un ballon stratosphérique en 2014/2016 ː A Détecteurs en en germanium (12 arrangés en 3 x 2 x 2) - B Cryostat encapsulant les détecteurs - C Bouclier anti coïncidences constitué de scintillateurs en germanate de bismuth recouvre les quatre côtés et la base du cryostat.

Le télescope développé par l'Université de Berkeley est de type Compton compact. Le télescope repose sur une matrice de 16 détecteurs à semi-conducteur en germanium disposés sur quatre couches (2 x 2 x 4). Pour fonctionner, ces détecteurs doivent être maintenus à une température de -200 °C. Dans ce but, la matrice de détecteurs est encapsulée dans un cryostat dont la température est maintenue en dessous de ce seuil grâce à un cryo-réfrigérateur permettant d'éviter le recours à des consommables (hélium liquide) qui limiteraient la durée de fonctionnement du télescope. Un bouclier anti coïncidences recouvre les quatre côtés et la base du cryostat pour permettre d'écarter les détections ne correspondant pas à des sources astronomiques. Ce bouclier est constitué de scintillateurs en germanate de bismuth. Les détecteurs en germanium, qui ont été développés par le Laboratoire national Lawrence-Berkeley, ont une dimension de 8 x 8 x 1,5 centimètres. Chacun comporte 64 électrodes en aluminium espacées de 1,162 millimètre et déposées sur leurs deux faces orthogonalement l'une par rapport à l'autre. Ces électrodes, dont les signaux sont traités par des circuits intégrés de type ASIC à 32 canaux (96 ASIC en tout), permettent de reconstituer une image tridimensionnelle du parcours du rayon gamma dans l'ensemble des détecteurs.

## Performances et comparaison avec Comptel (CGRO)
Les caractéristiques du télescope COSI permettent d'obtenir des performances nettement améliorées par rapport à l'instrument précédent développé par la NASA et placé en orbite en 2000 (Comptel embarqué sur le télescope spatial CGRO). Ces caractéristiques sont résumées dans le tableau ci-dessous : 
| Caractéristique                                                 | COSI | Comparaison // COMPTEL |
| --------------------------------------------------------------- | --- | ---------------------- |
| Champ de vue                                                    | 25° |                        |
| Résolution spectrale (FMWH)                                     | 6 keV à 0,511 Mev 9 keV à 1,157 Mev                                                                                           | 10 à 50 fois           |
| Résolution angulaire (FMWH)                                     | 4,1° à 0,511 Mev 2,1° à 1,809 Mev                                                                                             |                        |
| Sensibilité (après 2 ans d'observation)                         | 1,2 × 10-5 photons cm−2 s−1 à 0,511 MeV 3 × 10-6 photons cm−2 s−1 à 1,809 MeV                                                 |                        |
| Limite de flux pour la polarisation (après 2 ans d'observation) | 1,4 × 10−10 erg cm−2 s−1 (0,2-0,5 MeV)                                                                                        |                        |
| Détection sursaut gamma                                         | Délai transmission < 1 heure Localisation < 1° (variable selon volume de photons) Précision heure arrivée : 100 millisecondes |                        |

## Déroulement de la mission
Le télescope COSI sera placé sur une orbite quasi équatoriale (inclinaison orbitale proche de 0°) pour réduire le temps passé dans l'anomalie magnétique de l'Atlantique sud génératrice de bruit de fond. Le champ de vue couvre un angle de 120° du ciel. Pour disposer d'une couverture complète du ciel sur 24 heures, le pointage du télescope sera modifié de 60° dans la direction nord-sud toutes les 12 heures. Il est prévu qu'environ 10% du temps de fonctionnement soit alloué à l'observation d'objets célestes spécifiques